# Bad Wildbad
Bad Wildbad est une ville de Bade-Wurtemberg (Allemagne), située dans l'arrondissement de Calw, dans l'aire urbaine Nordschwarzwald, dans le district de Karlsruhe.
La ville actuelle résulte de la fusion effectuée en 1974 des localités de Wildbad, Calmbach, Sprollenhaus, Nonnenmiß et Aichelberg, ainsi que des hameaux de Hünerberg et Meistern. Elle portait le nom de Wildbad jusqu'en 1991, année où lui fut donnée le qualificatif de Bad (« bain ») en référence à son statut de ville d'eau.
Justinus Kerner a décrit au XIXe siècle le bienfait de ses eaux. Ses deux bains les plus célèbres sont « Palais Thermal », magnifiques thermes de style art-déco, et « Vital Therme », ensemble de piscines d'eau chaude intérieures et extérieures.
On trouve également à Bad Wildbad de nombreuses cliniques (rééducation, rhumatologie…).
Situé des deux côtés de la rivière Enz, le centre-ville est la base de nombreuses promenades dans la Forêt Noire, à pied, à vélo ou à ski. Une station de ski familiale (Kaltenbronn) est située à une dizaine de kilomètres en direction de Gernsbach. Un train à crémaillères part du centre de Bad Wildbad pour rejoindre Sommerberg 300 mètres plus haut. Ce train a fêté ses 100 ans en 2008. Sur le territoire de la commune se trouve le chemin des cimes de Baumwipfelpfad Schwarzwald construit en 2014.
La ville est jumelée avec Cogolin en France.
| Bad Wildbad - Aichelberg · Bad Wildbad - Calmbach · Noel Bad Wildbad-Aichelberg, 24.12. |